# Нідервіль (Ааргау)
Нідервіль (нім. Niederwil AG) — громада  в Швейцарії в кантоні Ааргау, округ Бремгартен.

## Географія
Громада розташована на відстані близько 80 км на північний схід від Берна, 19 км на схід від Аарау.
Нідервіль має площу 6,2 км², з яких на 15,2% дозволяється будівництво (житлове та будівництво доріг), 52,7% використовуються в сільськогосподарських цілях, 30% зайнято лісами, 2,1% не є продуктивними (річки, льодовики або гори).

## Демографія
2019 року в громаді мешкало 2815 осіб (+17,6% порівняно з 2010 роком), іноземців було 16,9%. Густота населення становила 458 осіб/км².
За віковим діапазоном населення розподілялося таким чином: 21% — особи молодші 20 років, 63% — особи у віці 20—64 років, 16% — особи у віці 65 років та старші. Було 1131 помешкань (у середньому 2,5 особи в помешканні).
Із загальної кількості 1264 працюючих 81 був зайнятий в первинному секторі, 368 — в обробній промисловості, 815 — в галузі послуг.